# Byron Dinkins
Byron Stewart Dinkins, (nacido el 15 de junio de 1967 en Charlotte, Carolina del Norte) es un exjugador de baloncesto estadounidense. Con 1.85 de estatura, su puesto natural en la cancha era el de base.
Es tío del también baloncestista K. C. Rivers.

## Trayectoria profesional
- Houston Rockets (1989-1990)
- San Antonio Spurs (1990)
- Rapid City Thrillers (1990-1991)
- Indiana Pacers (1991)
- Columbus Horizon (1991-1992)
- Brandt Hagen (1992-1993)
- Rapid City Thrillers (1993-1995)
- Panionios BC (1995-1996)
- Panathinaikos BC (1996-1997)
- Iraklis BC (1998-2000)
- Peristeri BC (2000-2002)
- Apollon Limassol (2002-2003)
- Carolina Thunder (2004-2005)